# Justus Lange
Justus Lange (* 1968 in Kempen) ist Kunsthistoriker und leitet die Gemäldegalerie Alte Meister in Kassel.

## Ausbildung
Justus Lange hat an den Universitäten Würzburg und Salamanca Kunstgeschichte, Klassische Archäologie und spanische Philologie studiert. 2001 wurde er mit einer Dissertation zum Frühwerk von Jusepe de Ribera promoviert.

## Berufliches Wirken
Nach der Promotion war er als Volontär an der Gemäldegalerie Alte Meister der Museumslandschaft Hessen Kassel (heute: Hessen Kassel Heritage) tätig und betreute dort Ausstellungsprojekte. Von 2004 bis 2009 betreute er als Kustos die Sammlung Malerei, Graphik und Skulptur des Städtischen Museums Braunschweig. Seit 2009 leitet er die Gemäldegalerie Alte Meister in Kassel und ist seit 2013 zudem Leiter der Hauptabteilung Sammlungen.

## Kuratierte Ausstellungen
- Het mysterie van de junge Rembrandt (2002), Museum Het Rembrandthuis
- Pan und Syrinx, eine erotische Jagd: Gemälde und Graphik von Peter Paul Rubens, Jan Brueghel und ihren Zeitgenossen (2004), Gemäldegalerie Alte Meister, Kassel
- Lichtgefüge: das Licht im Zeitalter von Rembrandt und Vermeer (2012), Gemäldegalerie Alte Meister, Kassel
- Jordaens und die Antike (2013)
- „Die holländischen Bilder hab ich freilich gern“: Wilhelm Busch und die Alten Meister (2014), Kassel
- Mene, Mene Tekel – das Gastmahl des Belsazar in der niederländischen Malerei (2015), Gemäldegalerie Alte Meister, Kassel
- Kunst und Illusion – Das Spiel mit dem Betrachter (2016/2017), Gemäldegalerie Alte Meister, Kassel
- Kassel… verliebt in Saskia. Liebe und Ehe in Rembrandts Zeit (2019), Gemäldegalerie Alte Meister, Kassel
- Frans Hals inspiriert – Der Mann mit dem Schlapphut (2023), Gemäldegalerie Alte Meister, Kassel
- Alte Meister que(e)r gelesen (2023/2024), Gemäldegalerie Alte Meister, Kassel[3]
- Potter, Paulus Potter! Ein Meisterwerk kehrt zurück (2024), Gemäldegalerie Alte Meister, Kassel[4]

## Publikationen (Auswahl)
- „opere veramente di rara naturalezza“. Studien zum Frühwerk Jusepe de Riberas mit Katalog der Gemälde bis 1626 = Bibliotheca Academica – Reihe Kunst und Altertumswissenschaft, Band 2. Ergon, Würzburg 2003. ISBN 978-3-89913-320-2
- „Die Freundschaft ist das Element, in dem ich lebe, die Kunst meine Führerin“. Carl Schiller (1807–1874): Forscher, Sammler, Museumsgründer. Appelhans, Braunschweig 2007. ISBN 978-3-937664-68-2
- Die Wilkes. Eine Künstlerfamilie der Moderne aus Braunschweig. Appelhans, Braunschweig 2008. ISBN 978-3-937664-91-0
- Die Gemäldesammlung des Städtischen Museums Braunschweig. Vollständiges Bestandsverzeichnis und Verlustdokumentation. Olms, Hildesheim 2009. ISBN 978-3-487-13942-5
- zusammen mit Sebastian Dohe und Anne Harmssen: Mene, mene tekel. Das Gastmahl des Belsazar in der niederländischen Kunst. Imhof, Petersberg 2014. ISBN 978-3-7319-0153-2
- Reframing Jordaens. Pictor doctus – Techniken – Werkstattpraxis. Michael Imhof, Petersberg 2018. ISBN 978-3-7319-0368-0
- zusammen mit Malena Rotter und Christiane Ehrenforth: Tischbein im Kontext. Ausstattungsprogramme für die Landgrafen von Hessen-Kassel. Deutscher Kunstverlag, Berlin 2023. ISBN 978-3-422-80111-0
- zusammen mit Dorothee Gerkens und Christiane Lukatis: Frans Hals inspiriert – der Mann mit dem Schlapphut. Deutscher Kunstverlag, Berlin 2023. ISBN 978-3-422-80174-5
- zusammen mit Malena Rotter und weiteren: Alte Meister que(e)r gelesen. Michael Imhof, Petersberg 2023. ISBN 978-3-7319-1373-3
- Paulus Potter, zurück in Kassel. Deutscher Kunstverlag, Berlin 2024. ISBN 978-3-422-80307-7
- Erwerb, Verzicht oder was? Johann David Welckers „Kolonialallegorie“ für Graf Friedrich Casimir von Hanau. In: Holger Th. Gräf und Markus Laufs (Hg.): Geplante Vielfalt? Kulturelle Verflechtungen in der Neustadt Hanau im 17. und 18. Jahrhundert = Veröffentlichungen der Historischen Kommission für Hessen 96 = Untersuchungen und Materialien zur Verfassungs- und Landesgeschichte 33. Marburg 2025. ISBN 978-3-942225-61-8